# Метабиотики
Метабиотики (от др.-греч. μετά — между, после, через и βίος — жизнь) — структурные компоненты лактобактерий, их метаболиты или сигнальные молекулы, обладающие известной химической природой и способные целенаправленно модулировать физиологические функции организма. Они воздействуют на регуляцию метаболизма, иммунные и поведенческие реакции, тесно связанные с активностью собственной микробиоты человека.
Благодаря точному составу, контролируемой дозировке, высокой степени безопасности и стабильности хранения, метабиотики обладают существенными преимуществами по сравнению с традиционными пробиотиками и пребиотиками. Их появление отражает логичный этап в эволюции пробиотической концепции — переход от использования живых или неживых организмов к применению безопасных, стандартизированных средств с предсказуемым эффектом.

## Общая характеристика
Чистый органический метабиотик представляет собой ферментированный продукт, полученный в результате брожения 16 штаммов лактобактерий. Микроорганизмы выращиваются партиями по четыре вида, после чего объединяются в единую симбиотическую систему. Совместная ферментация позволяет каждому штамму усиливать активность других, что приводит к выработке высокоэффективных метаболитов.
Биологически активные соединения, образующиеся в ходе этого процесса, сохраняются в неизменном виде и становятся основой конечного продукта. Метабиотик не требует колонизации кишечника живыми бактериями, поскольку эффект достигается за счёт действия их метаболитов, а не самих микроорганизмов. Метаболиты полезных лактобактерий усиливают рост собственной полезной микрофлоры и подавляют размножение патогенной.
Клеточный материал лактобактерий, попадая на иммунные ткани кишечника, восстанавливает защитные силы организма и борется с воспалительными процессами. Продукт оказывает комплексное физиологическое действие: способствует пищеварению, подавляет рост патогенной микрофлоры, улучшает усвоение питательных веществ и отличается высокой степенью безопасности. Метабиотик не содержит вредных компонентов и совместим с физиологией человека.
16 штаммов молочнокислых бактерий: L. curvatus (BSC 001), L. curvatus (BSC 002), L. casel (BSC 003), L. casel (BSC 004), L. acidophilus (BSC 005), L. acidophilus (BSC 006), L. plantarum (BSC 007), L. plantarum (BSC 008), L. plantarum (BSC 009), L. fermentum (BSC 010), L. salivarius (BSC 011), L. salivarius (BSC 012), L. brevis (BSC 013), L. brevis (BSC 014), L. rhamnosus (BSC 015), L. rhamnosus (BSC 016).

## Показания и исследования об эффективности
Современные исследования подтверждают, что метабиотик предотвращает процессы гниения в кишечнике, способствует усвоению полезных веществ и повышает общую устойчивость организма к внешним и внутренним факторам.

### Японские исследования
Пероральный приём метабиотика в течение 4 недель способствует активации перистальтики кишечника и помогает справиться с симптомами запора у беременных женщин, согласно исследованию 2020 года. Кроме того, он оказывает мягкий детокс-эффект, поддерживая естественные процессы очищения организма от ненужных веществ. Особенно важно поддерживать такие процессы во время беременности, когда нагрузка на организм женщины возрастает.
В 2022 году японский центр исследований и разработок Хачиоджи совместно с факультетом образования университета Миэ провели клинические испытания о влиянии участия в соревнованиях и приеме японского метабиотика на микробиоту кишечника и метаболиты в моче спортсменов, выступающих в видах спорта, тренирующих выносливость. Оказалось, что у бегунов на длинные дистанции происходит чрезмерный рост дрожжей и микроскопических грибов в ЖКТ. И прием метабиотика оказал общее положительное влияние на микробиом кишечника спортсменов, увеличил количество митохондрий в клетках и повысил эффект гиперкомпенсации, тем самым способствуя устранению усталости и повышению выносливости.

### Российские исследования
Эффективность и безопасность метабиотиков подтверждается результатами исследования Национальной ассоциации парентерального и энтерального питания на базе Государственного бюджетного учреждения здравоохранения города Москвы «Научно-исследовательский институт скорой помощи им. Н. В. Склифосовского».
Результаты проведенных исследований показали, что введение метабиотика экспериментальным животным на фоне развития дисбиоза, ассоциированного с использованием антибиотиков, способствовало снижению содержания условно-патогенной микрофлоры в толстом и тонком кишечнике и сопровождалось восстановлением моторной функции. Проведена оценка влияния японского метабиотика на общее состояние здоровья, клинические параметры, количественный и качественный состав микрофлоры толстой кишки у здоровых добровольцев, пациентов с циррозом печени и пациентов после операции трансплантации печени. Выявлены: хорошая переносимость продукта, отсутствие аллергических реакций, улучшения в оценке самочувствия и настроения, снижение содержания условно-патогенной микрофлоры, включая дрожжеподобных грибов рода Candida.

### Европейские исследования
Компания Life Length представила отчёты по исследованию действия метабиотика на фибробластах человека, включающие следующие направления:
- Анализ токсичности методом MTT
- Оценка активности теломеразы методом QTRAP
- Исследование пролиферативного потенциала и длины теломер

По результатам морфологического анализа при 20-кратном увеличении не было выявлено каких-либо негативных изменений клеток при применении метабиотика в различных концентрациях.
В течение 8 недель в контрольной группе (без обработки) отмечалось укорочение теломер на 111 %. В клетках, обработанных метабиотиком, укорочение теломер составило только 39 % и 57 % в зависимости от условий. Это свидетельствует о том, что продукт замедляет укорачивание теломер, как минимум, в 1,5 раза, что ассоциируется с замедлением клеточного старения и продлением жизненного цикла клеток. Важно, что метабиотик не влияет на скорость клеточного деления и не вызывает гиперпролиферации. Это подтверждает отсутствие онкогенного потенциала и безопасность продукта при длительном применении.

## Механизм действия и преимущества
- Поддержка полезной микрофлоры — создают оптимальные условия для роста и размножения полезных бактерий в кишечнике.
- Подавление патогенов — вытесняют патогенные бактерии, поддерживая баланс микробиоты.
- Защита кишечного барьера — укрепляют слизистую оболочку, предотвращая проникновение токсинов и патогенов в кровь.
- Иммуномодуляция — активируют иммунные ткани кишечника, усиливая естественную защиту организма.

### Ключевые преимущества перед пробиотиками и пребиотиками
- Долгосрочный эффект — после прекращения приема метабиотиков их положительный эффект сохраняется, так как организм продолжает поддерживать баланс микрофлоры, позволяя проходить курсовой прием один-два раза в год.
- Высокая стабильность — в отличие от живых бактерий, метабиотики устойчивы к желудочному соку, перепадам температуры и другим внешним воздействиям.
- Безопасность применения — отсутствие живых микроорганизмов исключает риск избыточного бактериального роста и дисбиоза.
- Быстрый эффект — метабиотики начинают действовать сразу после попадания в организм, так как им не нужно время для колонизации кишечника.
- Широкий спектр действия — они не только поддерживают полезную микрофлору, но и оказывают противовоспалительное, иммуномодулирующее и антимикробное действие.

## История

### «Теория долголетия Мечникова»
Илья Ильич Мечников — лауреат Нобелевской премии (1908 г.), создатель российской школы иммунологов и микробиологов, считал, что преждевременная старость — это болезнь, которую можно и нужно лечить. Если же удастся с ней справиться, то продолжительность активной жизни людей может достигнуть 120 лет и выше. Мечников открыл общую теорию воспаления и обнаружил, что больше всего проникновению патогенов подвержен кишечник и содержание его в «клеточной чистоте» есть прямой путь к продлению жизни. Он был первым, кто предположил, что некоторые бактерии совсем не губительны для человека, а напротив, могут оказывать позитивное влияние на здоровье. Илья Ильич предложил использовать болгарскую молочнокислую палочку, содержащуюся в простокваше и йогурте, для поддержания здоровой микрофлоры кишечника и вытеснения патогенной. Этому исследованию он посвятил небольшую книгу «Несколько слов о кислом молоке». Мечников сформулировал одну из первых концепций старения и разработал пробиотическую диету с целью обретения долгой и здоровой жизни.

### Развитие теории Мечникова в Японии

#### Первый виток исследований
Одним из вдохновлённых последователей идей И. И. Мечникова стал японский врач и исследователь Какутаро Масагаки. Он глубоко изучал труды русского учёного и считал себя его учеником. Под влиянием работ Мечникова Масагаки начал применять в практике лактобактерии, содержащиеся в йогуртах, для восстановления здоровья.
Поскольку ввоз болгарских йогуртов в Японию на тот момент был невозможен, Масагаки принял решение изготавливать йогурт самостоятельно. Он лично занимался приготовлением и регулярно употреблял продукт. Спустя месяц такого режима у него улучшилось состояние желудочно-кишечного тракта, нормализовался вес, а общее физическое состояние значительно улучшилось.
Получив положительный эффект от употребления йогурта, Масагаки сосредоточился на дальнейшем изучении лактобактерий и их применении. Он основал в Киото лабораторию по исследованию лактобактерий и завод по производству йогурта. В результате в 1914 году в Японии было впервые налажено промышленное производство йогуртов на основе лактобактерий.

#### Переход от использования живых бактерий к метаболитам
Дело Кукутаро Масагаки было продолжено его старшим сыном — Казуоши Масагаки. Разделяя интерес к применению лактобактерий, Казуоши критически относился к ограниченной эффективности йогуртов. Он отмечал, что их воздействие на пищеварительную систему не соответствовало целям, сформулированным И. И. Мечниковым, — а именно восстановлению и поддержанию здоровой кишечной микрофлоры у всех людей.
Считая, что практика применения йогуртов зашла в тупик, Казуоши сосредоточился на углублённом изучении лактобактерий в период Великой депрессии и Второй мировой войны. Его научные усилия привели к важному открытию — он разработал метод искусственного культивирования лактобактерий, что стало значительным шагом в развитии микробиологических исследований.
Дальнейшее развитие этих исследований привело к переходу от использования живых бактерий к применению продуктов их жизнедеятельности — метаболитов, обладающих выраженной физиологической активностью. Этот подход стал основой для нового этапа в развитии концепции, предложенной Мечниковым.
Основной проблемой входе исследований стала низкая выживаемость живых лактобактерий при попадании в желудочно-кишечный тракт. Большинство из них не выдерживают воздействия кислой среды желудка и погибают до того, как достигают кишечника. Те микроорганизмы, которые всё же проходят через желудок, зачастую не интегрируются в уже существующую микрофлору кишечника и быстро выводятся из организма.
Это объясняется тем, что у каждого человека с рождения формируется индивидуальный состав кишечной микробиоты. Подобно отпечаткам пальцев или геному, этот состав уникален и не принимает «чужеродные» штаммы, даже если они потенциально полезны.
Таким образом, была необходима альтернатива: не замещать микрофлору извне, а стимулировать и поддерживать собственные, индивидуальные штаммы лактобактерий. Казуоши Масагаки предложил и обосновал новый подход — использование не живых бактерий, а продуктов их метаболической активности (секретируемых веществ).
Практическая реализация этого подхода показала высокую эффективность, что определило дальнейшее направление работы Масагаки — разработку продуктов нового поколения, основанных на действии метаболитов.

### Первые метабиотики
Первопроходцами в изучении метабиотиков стала компания B&S Corporation. Именно они в 1914 году в Японии впервые выпустили йогурт, в 1945 году культивировали 16 штаммов лактобактерий, а в 1982 году компания представила первый органический метабиотик для человека, который способствует росту полезных бактерий и восстановлению баланса кишечной микрофлоры.
Производственный цикл создания органических метабиотиков составляет около двух лет. Это время необходимо для брожения 16 штаммов полезных лактобактерий в питательной среде органического соевого молока.